# Santa Maria de Cabrera
Santa Maria de Cabrera és una església del municipi de l'Esquirol (Osona), inclosa a l'Inventari del Patrimoni Arquitectònic de Catalunya. És al cim de la muntanya de Cabrera, al lloc que havia ocupat el castell de Cabrera, del qual queden escasses restes.

## Descripció
L'església és de nau única i sense absis. La façana és orientada a ponent i l'altar, a llevant. El presbiteri, a nivell de planta, tendeix a realçar-se. El sostre és cobert amb volta de canó, amb l'imposta de l'arc marcada amb motllures. Als peus de l'església s'aixeca el rerecor. El portal és adovellat i datat, amb quatre graons d'accés. Al damunt hi ha un òcul amb reixes de ferro i un símbol marià. A la part de tramuntana s'aixeca el campanar de torre, amb quatre finestrals d'arc de mig punt i rematat per una coberta piramidal de ceràmica vidriada. En aquest sector, els murs són sostinguts per contraforts. L'edifici de la rectoria és adossat al mur de migdia de l'església. Els edificis són construïts en pedra. L'estat de conservació és bo.

## Història
Hi ha molt poques restes conservades del castell de Cabrera, que donà nom al llinatge feudal dels Cabrera. Totes se situen a l'extrem oposat del cim de la muntanya que ara ocupa el santuari.
El santuari substitueix l'antiga capella del castell, ja esmentada al 1144, renovada a mitjan segle xiii i que més tard fou enderrocada pels terratrèmols de 1427. L'edifici actual s'erigí entre els anys 1622 i 1641. El campanar és posterior. El santuari custodiava una imatge de marbre de la Mare de Déu de Cabrera, del segle xiii, que fou destruïda durant la Guerra Civil i de la qual actualment se n'exposa una rèplica. La casa dels ermitans fou refeta al segle xvii i ampliada al segle xviii.